# 市川雅也
市川 雅也（いちかわ まさや、1979年5月16日 - ）は、日本のフルコンタクト空手選手。大阪府出身。身長180cm、体重92kg。極真館出身で、現在は空手道 市川道場(奈良県)の代表師範。

## プロフィール
高校1年生の時に極真会館（松井派）奈良支部に入門。その後、奈良支部の内弟子となる。
極真会館（松井派）時代は、優勝候補の一角を担う存在として、誰もがその実力を認めるも、全日本選手権などの大試合では、常に序盤の組み合わせから海外の強豪選手或いは、正道会館の強豪他流派との対戦で、怪我などによって苦汁を喫していた。
※当時の正道会館の各階級王者には無敗。異名を正道キラーと呼ばれた。
そして、2002年12月に当時、極真会館（松井派）の最高顧問・主席師範だった盧山初雄が設立した極真館に合流し、奈良県支部長に就任した。その翌年に開催された極真館主催の第1回全日本選手権大会では栄えある初代の優勝者となった。
現在、奈良県内にて空手道 市川道場を運営。

## 主な戦歴
- 2007年 極真館 第5回 全日本空手道選手権大会 優勝 (開催地：さいたまスーパーアリーナ)
- 2006年 極真館 第4回 全日本空手道選手権大会 3位（開催地：さいたまスーパーアリーナ）
- 2005年 極真館 第3回 全日本空手道選手権大会 2位（開催地：さいたまスーパーアリーナ）
- 2003年 極真館 第1回 全日本空手道選手権大会 優勝（開催地：さいたまスーパーアリーナ）
- 2001年 極真会館（松井派） 第18回全日本ウェイト制空手道選手権大会 重量級3位（開催地：大阪府立体育会館）
- 2001年 極真会館（松井派） 第33回全日本空手道選手権大会 4位（開催地：東京体育館）